# Lag om yrkesverksamhet på hälso- och sjukvårdens område

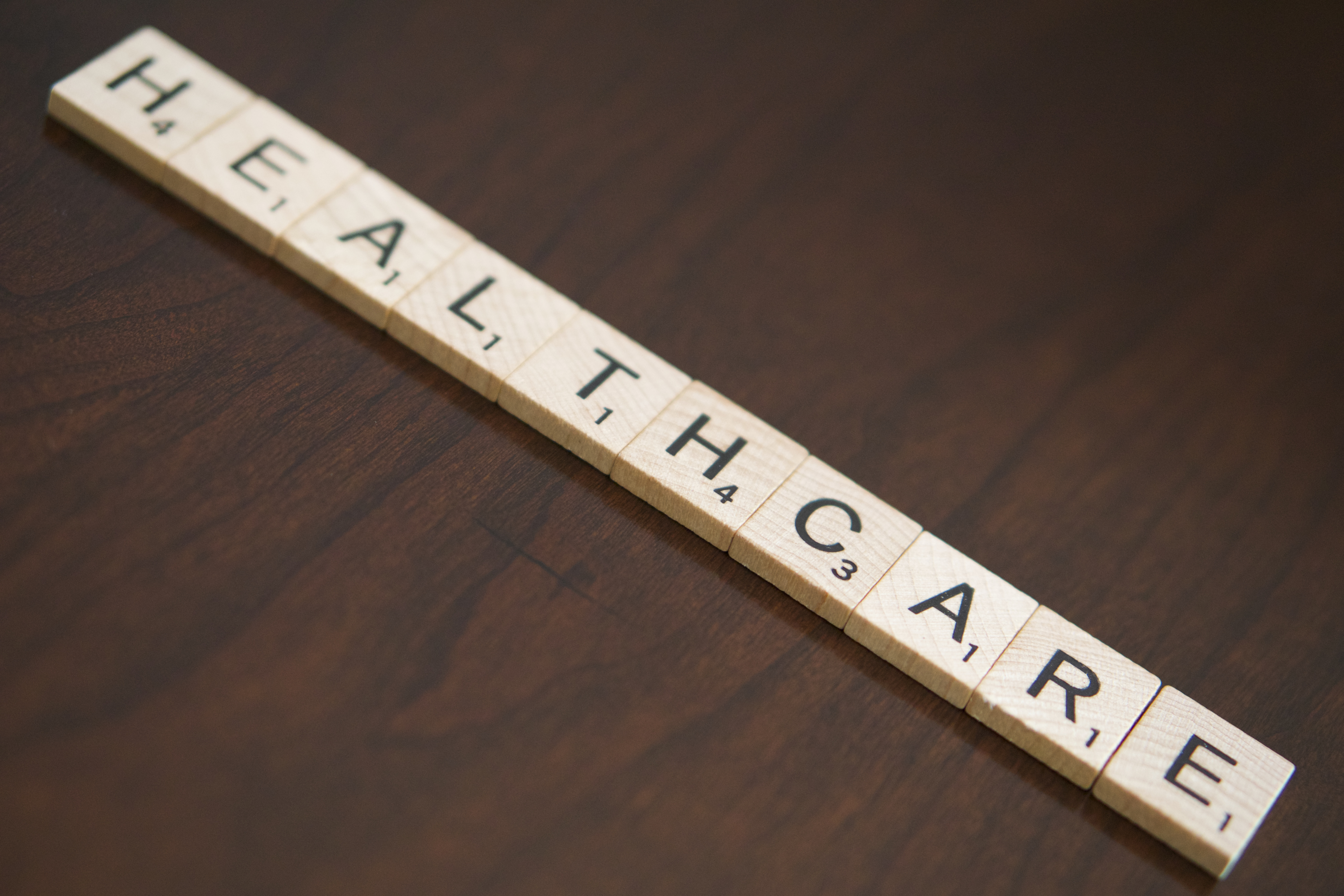

Lag om yrkesverksamhet på hälso- och sjukvårdens område (LYHS, SFS 1998:531) är en upphävd svensk lag, som bland annat innehöll bestämmelser om skyldigheter för hälso- och sjukvårdspersonal, behörighets- och legitimationsregler och  begränsningar i rätten att vidta vissa hälso- och sjukvårdande åtgärder. Lagen upphörde den 1 januari 2011 och ersattes lagen av patientsäkerhetslagen.
Ett viktigt syfte med LYHS var att göra yrkesansvaret tydligare för den som arbetade  inom hälso- och sjukvården.